# Michal Nanoru
Michal Nanoru, občas stylizováno jako michal nanoru, vlastním jménem Michal Pospíšil (* 8. července 1978), je český novinář, editor, kurátor a grafický designér. 

## Život
Vystudoval magisterský a doktorský program v Institutu komunikačních studií a žurnalistiky na Fakultě sociálních věd Univerzity Karlovy v Praze. Debutoval jako hudební publicista v časopisu Rock & Pop. Vyhledem ke svému subjektivnímu stylu psaní je považován za představitele gonzo žurnalismu, případně nového žurnalismu. On sám si vymyslel přídomek „Eminem české hudební publicistiky.“ Některé jeho hudební recenze měly experimentální formu (např. recenze obsahující jediné slovo či recenze na album skupiny Texas vysázená do tvaru amerického státu Texas). V nultých letech 21. století byl šéfredaktorem časopisů Živel a Hype.
Společně s Janou Kománkovou připravoval a moderoval pořad Unzipped na Radiu 1. Na Radiu Wave moderoval společně s Pavlem Turkem pořad Megahertz. Coby diskžokej působil v uskupení The Models, které kromě něj tvořil ještě Tobiáš Jirous a Radek Brousil. V rozhovoru pro přílohu Salon deníku Právo z roku 2006 označil Nanoru The Models za „fiktivní kapelu.“
V letech 2008–2013 žil v New Yorku, kde se probudil jeho zájem o výtvarné umění. Po návratu se začal realizovat v této oblasti. V roli kurátora připravil řadu výstav realizovaných v Galerii Rudofinum, Domě umění města Brna, Alšově jihočeské galerii, ale i v drážďanském Albertinu či londýnských galeriích Vitrínka a Bouda spadajících pod České centrum v Londýně.
Je spoluautorem knih Zde jsou psi (2010) a Prkýnka na maso jsme uřízli (2013). Samostatně pak coby editor připravil knihy Projektil33 (2020), Václav Jirásek: Auta (2021) a monografii Masker: Muž podivuhodných tvarů (2023).
Je jedním ze zakladatelů databáze nezávislých porevolučních časopisů BigMag.
Působí v grafickém Studiu Najbrt. Jako grafický designér se podílel například na jednotném vizuálním stylu České filharmonie nebo Masarykovy univerzity.